# Дрегенешть (комуна, Біхор)
Дрегенешть, Дрегенешті (рум. Drăgănești) — комуна у повіті Біхор в Румунії. До складу комуни входять такі села (дані про населення за 2002 рік):
- Бележень (308 осіб)
- Гредінарі (461 особа)
- Дрегенешть (437 осіб) — адміністративний центр комуни
- Лівада-Беюшулуй (132 особи)
- Мізієш (435 осіб)
- Пекелешть
- Пентешешть (198 осіб)
- Себіш (317 осіб)
- Талпе (253 особи)
- Цигенештій-де-Беюш (367 осіб)

Комуна розташована на відстані 377 км на північний захід від Бухареста, 60 км на південний схід від Ораді, 93 км на захід від Клуж-Напоки, 131 км на північний схід від Тімішоари.

## Населення
За даними перепису населення 2002 року у комуні проживали 2908 осіб.
Національний склад населення комуни:
| Національність | Кількість осіб | Відсоток |
| -------------- | -------------- | -------- |
| румуни         | 2610           | 89,8%    |
| угорці         | 223            | 7,7%     |
| цигани         | 75             | 2,6%     |

Рідною мовою назвали:
| Мова       | Кількість осіб | Відсоток |
| ---------- | -------------- | -------- |
| румунська  | 2609           | 89,7%    |
| угорська   | 222            | 7,6%     |
| циганська  | 75             | 2,6%     |
| українська | 1              | < 0,1%   |
| російська  | 1              | < 0,1%   |

Склад населення комуни за віросповіданням:
| Релігія            | Кількість осіб | Відсоток |
| ------------------ | -------------- | -------- |
| православні        | 2519           | 86,6%    |
| реформати          | 197            | 6,8%     |
| п'ятдесятники      | 108            | 3,7%     |
| баптисти           | 40             | 1,4%     |
| греко-католики     | 29             | 1,0%     |
| адвентисти         | 6              | 0,2%     |
| римо-католики      | 5              | 0,2%     |
| не вказали релігію | 1              | < 0,1%   |

## Зовнішні посилання
- Дані про комуну Дрегенешть на сайті Ghidul Primăriilor [Архівовано 3 червня 2011 у Wayback Machine.]